# Bishopton Castle Hill
Bishopton Castle Hill är lämningarna av ett slott i kommunen Borough of Darlington i Storbritannien. Det ligger i grevskapet Durham och riksdelen England, i den centrala delen av landet, 400 km norr om huvudstaden London. Bishopton Castle Hill ligger 45 meter över havet.
Närmaste större samhälle är Stockton-on-Tees, 7,6 km öster om Bishopton Castle Hill. 